# Huseník alpský
Huseník alpský (Arabis alpina) je vytrvalá, nízká, nenáročná, bílé kvetoucí rostlina pocházející z cirkumpolární oblasti. Tento neofyt se do České republiky dostal coby okrasná rostlina která se s oblibou pěstuje jako skalnička a pro svou nenáročnost se rozšířil do volné přírody, zplaněl. Tato trvalka je vhodná na obruby záhonů a do skalek nebo zídek.

## Rozšíření
Druh pochází ze severních oblastí Evropy a severovýchodu Severní Ameriky. Je to chladnomilná rostlina, v jižněji položených částech Evropy se objevuje v horských oblastech.
Roste nejčastěji na vápencových sutích do nadmořské výšky až 3200 m. Při pěstování mu nejlépe svědčí zásaditá, lehká, propustná i kamenitá půda. Vyrůstá ve stinných horských žlebech a na od slunce odvrácených úbočích, v okolí horských bystřin nebo pramenišť.

## Popis
Vytrvalá rostlina s řídce chlupatou lodyhou přímou nebo vystoupavou, nejčastěji jednoduchou, která dorůstá do výšky 10 až 35 cm. Z tenkého hlavního kořene vyrůstá obvykle jen jedna květná lodyha a několik výběžků které jsou zakončeny řídkou listovou růžici a společně vytvářejí dojem polštářovitého trsu. Listy v růžicích mající většinou křídlaté řapíky (až 1 cm), jsou elipsovité až obráceně vejčité, jsou dlouhé 1 až 4 cm a široké 0,5 až 1,5 cm a po obvodě bývají hrubě zubaté. Lodyžní objímavé listy rostoucí v počtu 3 až 5 jsou okrouhlého až vejčitého tvaru, na bázi obvykle srdčité nebo ouškaté, 1 až 3 cm dlouhé a po obvodě řídce ostře zubaté. Všechny listy jsou sytě zelené a často jsou porostlé krátkými rozvětvenými chlupy, vrcholek mají špičatý nebo tupý.
Čtyřčetné oboupohlavné květy na stopkách vyrůstají na koncích lodyh v květenství hroznu. Jejich podlouhlé, světle zelené kališní plátky jsou do 4 mm dlouhé a 2 mm široké, vyrůstají ve dvou přeslenech a ty ve vnějším jsou u báze vakovitě vyduté. Bílé korunní plátky lopatkovitého až obvejčitého tvaru obvykle bývají ne delší 11 mm a ne širší 4 mm. Nitky šesti tyčinek jsou dlouhé 3 až 5 mm a podlouhlé prašníky asi 1 mm. V semeníku bývá 35 až 50 vajíček, čnělka je asi jen 0,5 mm dlouhá. Tento chamaefyt kvete od června do srpna a jeho ploidie je 2n = 16.
Plodem jsou vztyčené či odstávající holé šešule 3 až 5 cm dlouhé, jejich ploché chlopně mají nezřetelnou žilku, karpofor je do 1 mm dlouhý. Červenohnědá elipsovitá až okrouhlá, silně stlačená semena bývají do 1,5 dlouhá, po obvodě mají křídlatý lem světle žlutý až světle hnědý.

## Taxonomie
Huseník alpský je variabilní druh, jsou rozlišovány tři poddruhy:
- Huseník alpský pravý (Arabis alpina)
- Huseník alpský kavkazský (Arabis alpina subsp. caucasica)
- Huseník alpský krátkolistý (Arabis alpina subsp. brevifolia)

Ve střední Evropě se vyskytuje nominátní poddruh huseník alpský pravý jenž bývá na různých stanovištích dost proměnlivý, odlišnosti jsou chápány jako morfotypy vzniklé adaptací na odlišné ekologické podmínky.

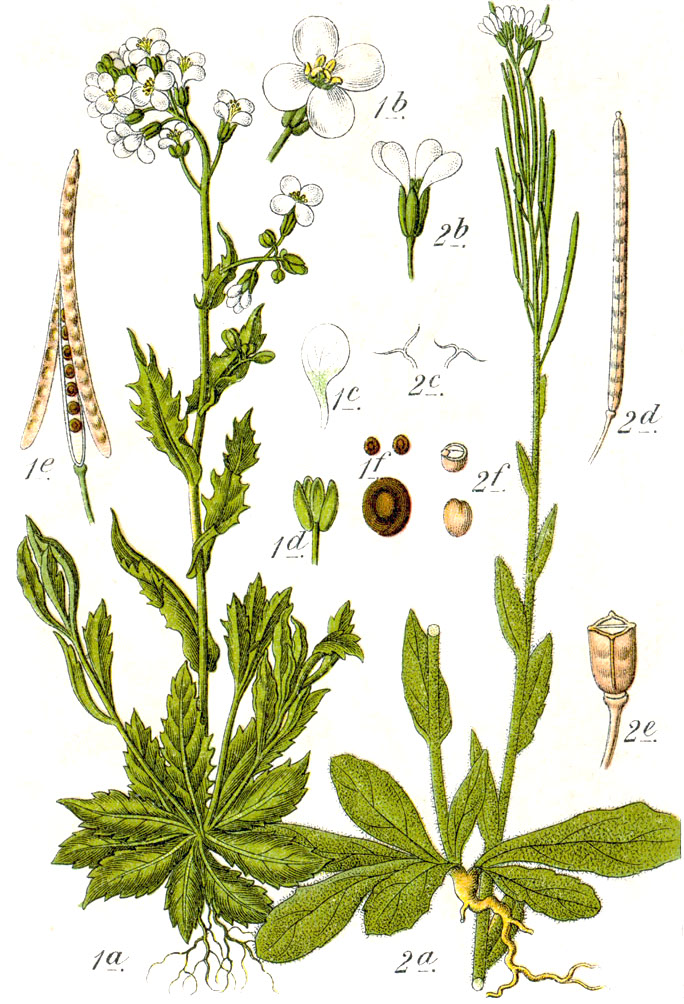
Nákres rostliny
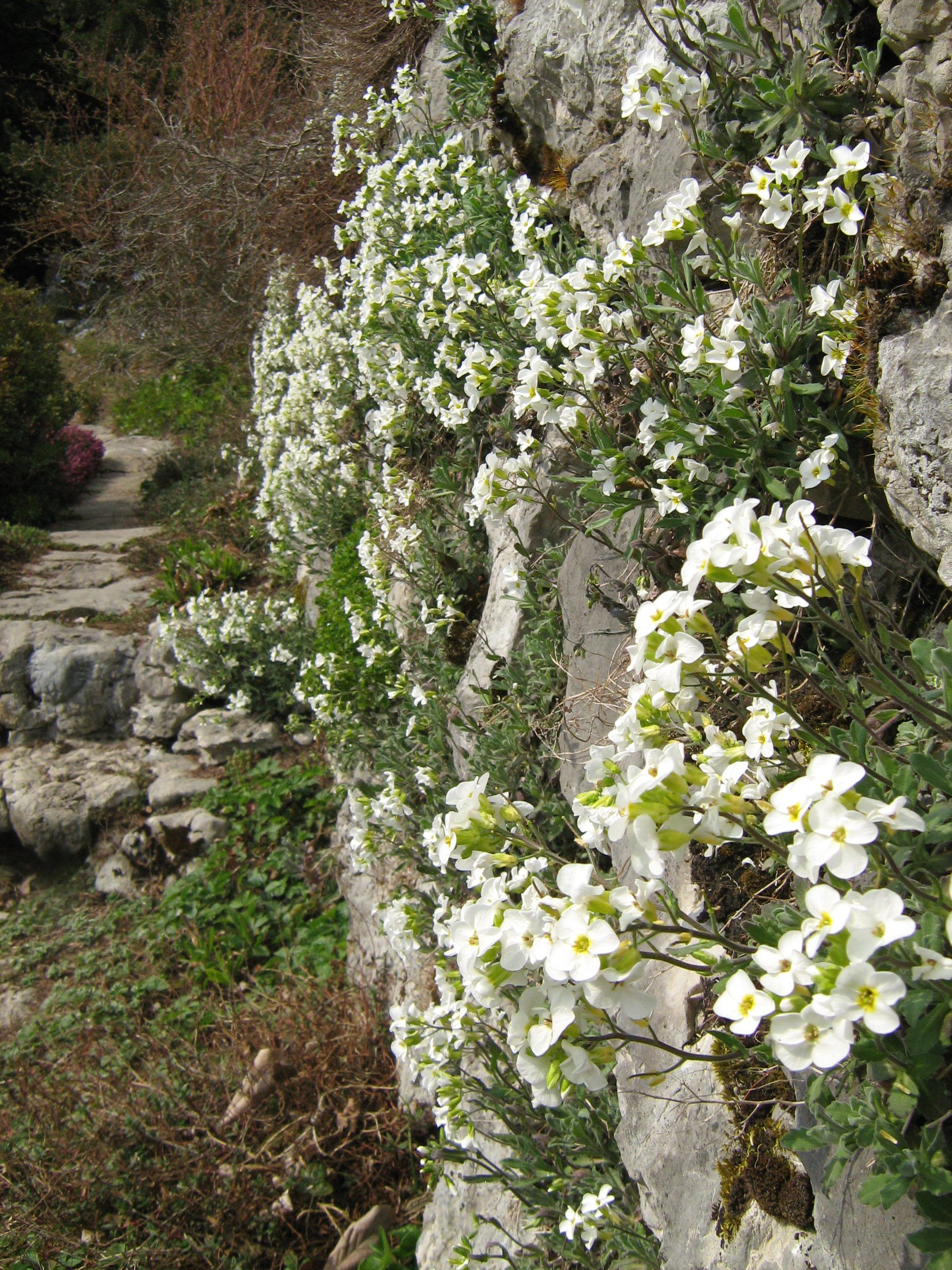
Skalnička
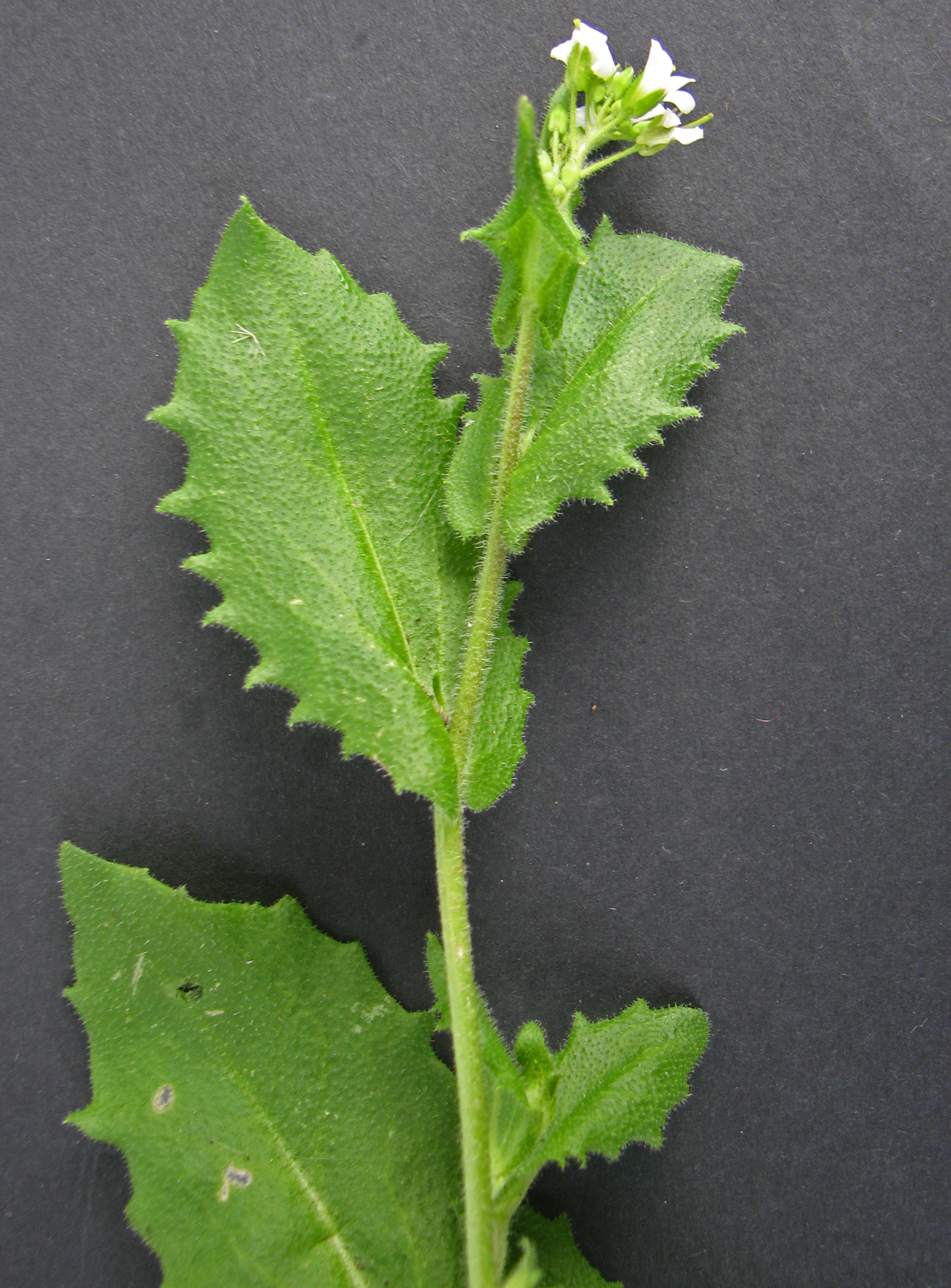
Listy
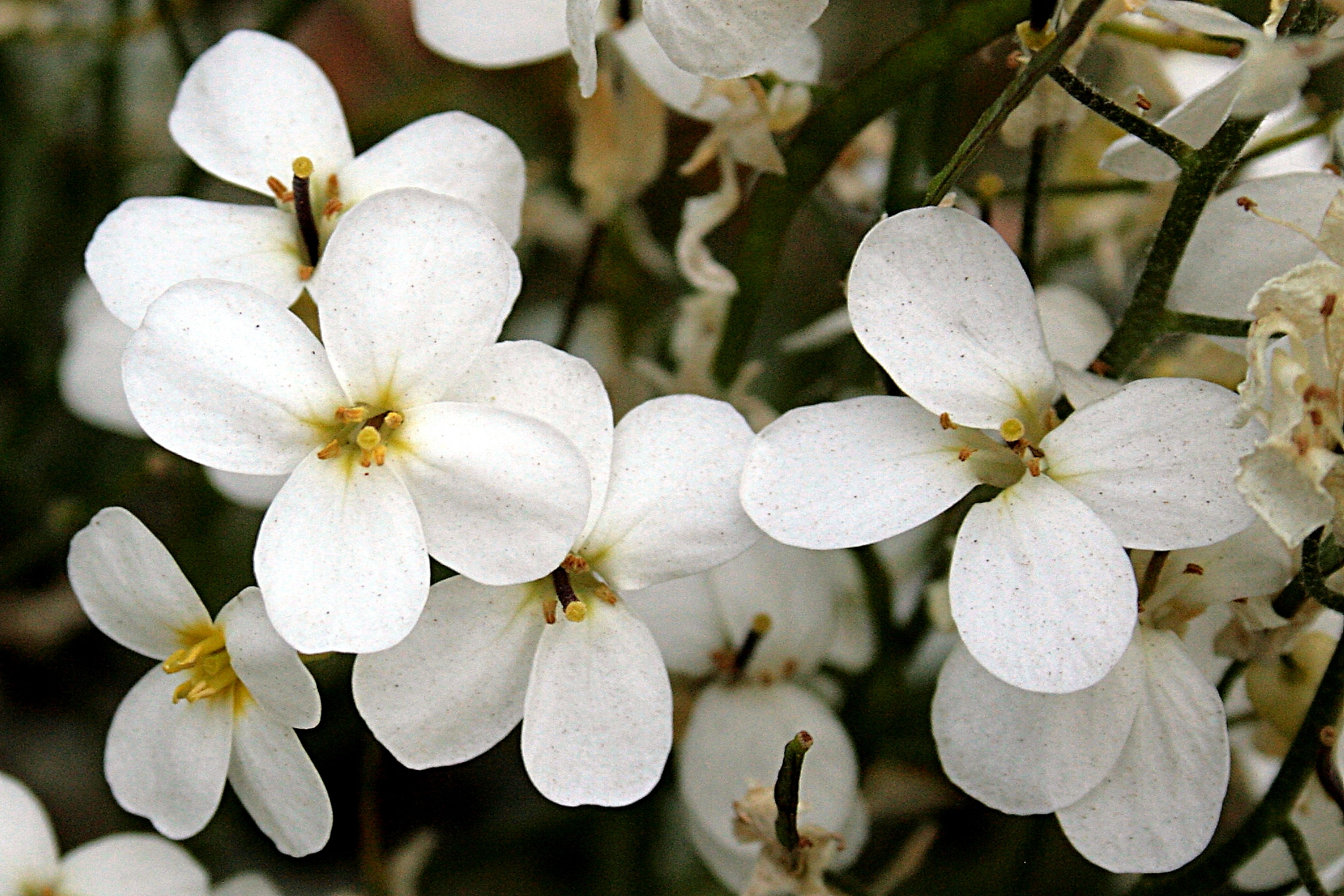
Květy